# Renault E-Tech Electric
 (septembre 2012).
Si vous disposez d'ouvrages ou d'articles de référence ou si vous connaissez des sites web de qualité traitant du thème abordé ici, merci de compléter l'article en donnant les références utiles à sa vérifiabilité et en les liant à la section « Notes et références ».
Les véhicules Renault E-Tech Electric, anciennement Renault Z.E. (Zéro Émission) constituent la gamme de véhicules électriques du constructeur automobile français Renault. Les concept-cars annonçant la gamme ont été présentés au public en septembre 2009, lors du Salon de l'automobile de Francfort. La gamme Renault Z.E. se compose de quatre véhicules au lancement : le Kangoo Z.E., la Fluence Z.E., la Zoe et la Twizy.
La commercialisation de la gamme débute en octobre 2011 avec le lancement du Kangoo Z.E., suivi des trois autres véhicules. En 2021, la gamme comprend la Megane E-Tech, la Zoe E-Tech, la Twingo E-Tech, la Twizy, le Kangoo E-Tech et le Master E-Tech.

## Concepts car

### Renault Z.E. Concept

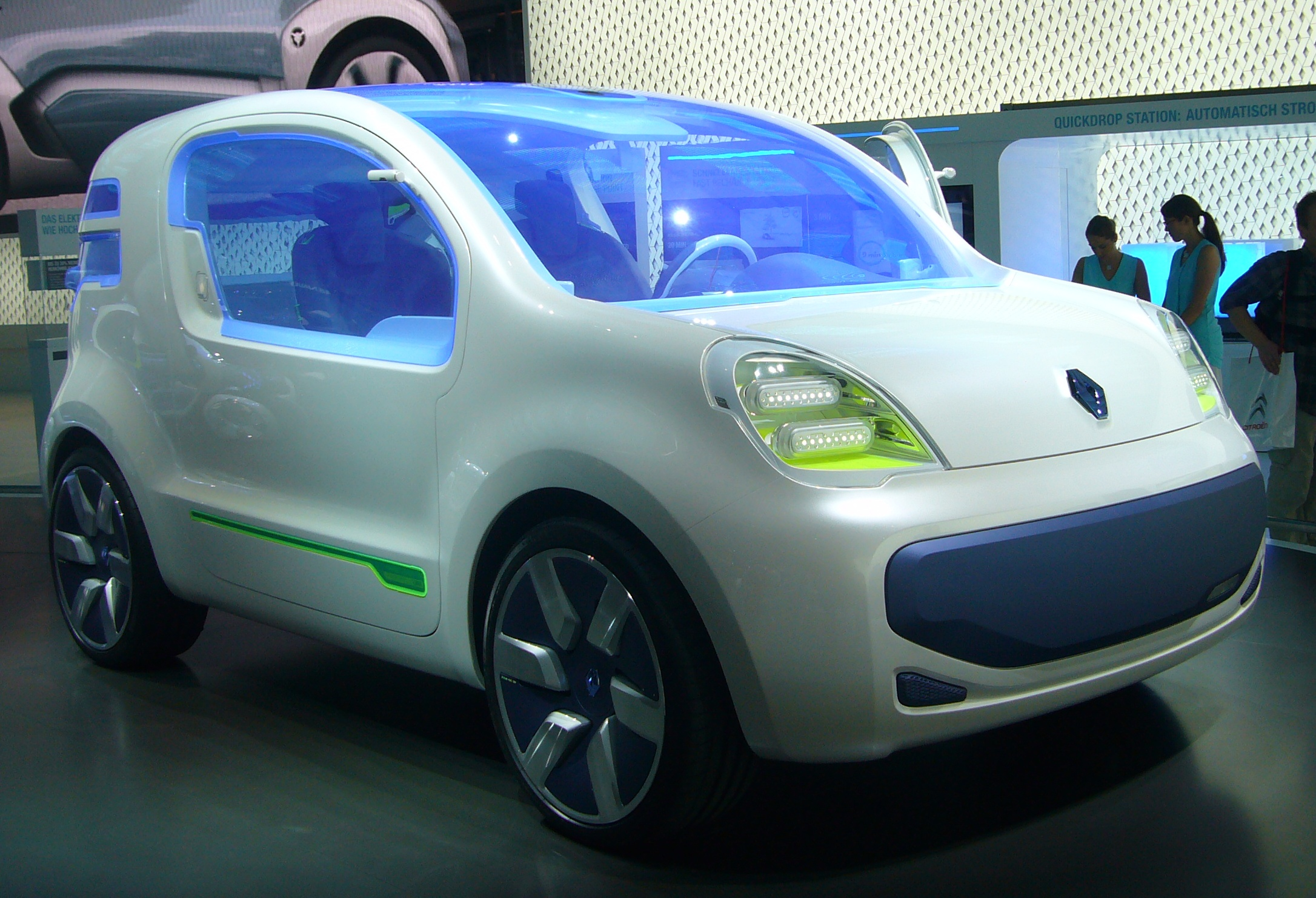
Un concept car au Salon de Francfort 2009

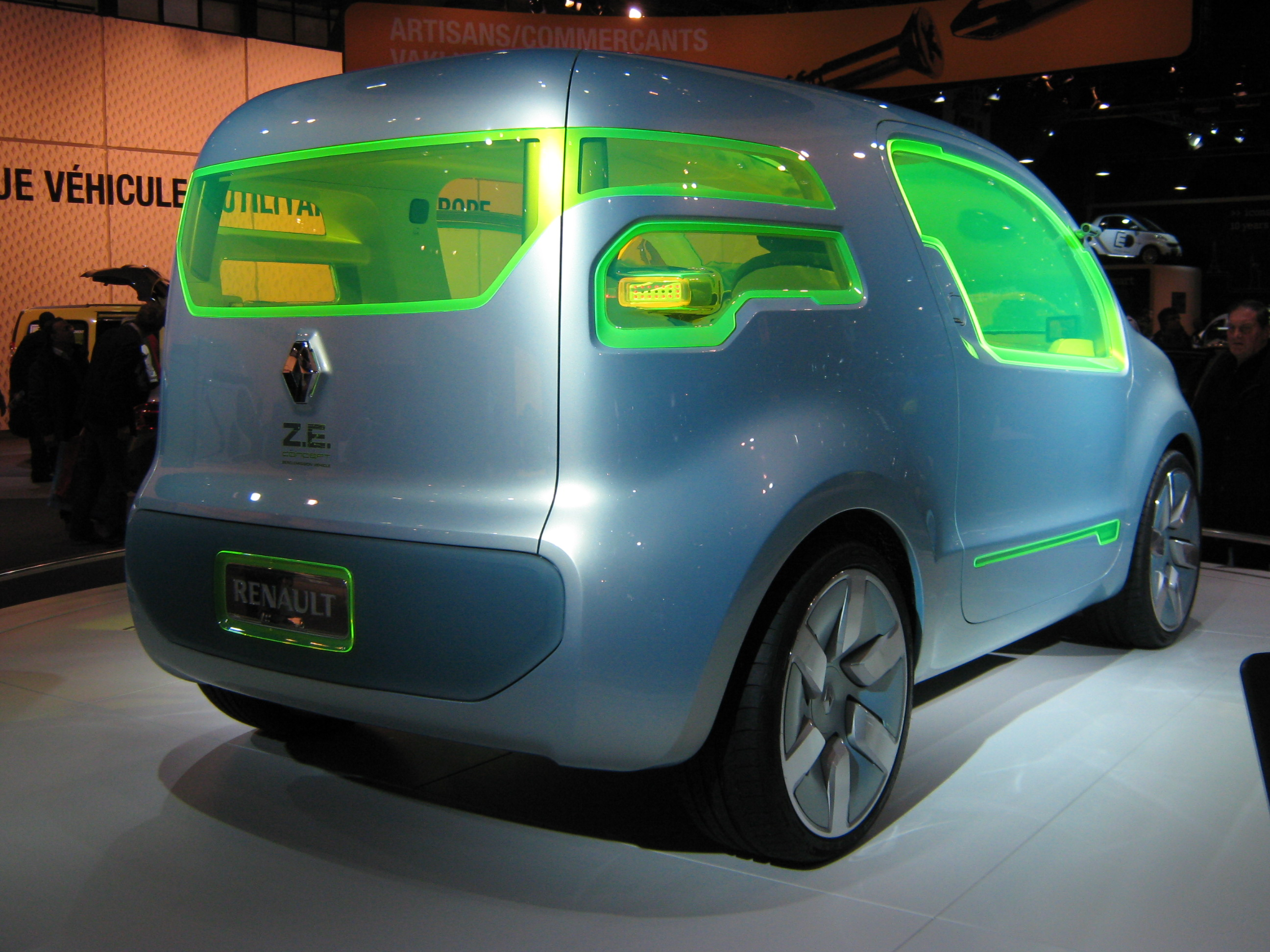
Un concept car au Salon de Bruxelles de 2009

La Renault Z.E. est un concept car développé par le constructeur automobile français Renault. Présentée au public lors de l'édition 2008 du Mondial de l'automobile de Paris, ce concept préfigure une version électrique de la Renault Kangoo II.
À l'image de la thématique majeure du salon de l'automobile de Paris, le concept Z.E. de Renault se veut écologique, d'une part par sa motorisation tout électrique, d'une autre part par sa gestion améliorée du rendement énergétique de la voiture. Le premier point travaillé concerne les surconsommation d'énergie de la climatisation. Ainsi, pour diminuer les écarts de températures entre l'extérieur et l'intérieur du véhicule, le concept adopte une carrosserie isolante associée à une peinture athermique et à des panneaux solaires sur le toit.
Par ailleurs, la Renault Z.E. économise de l'énergie en remplaçant les rétroviseurs par des caméras profilées, en utilisant des jantes "pleines" améliorant l'aérodynamique et en s'octroyant un éclairage à LED, moins gourmand.
Le Kangoo Be Bop Z.E. est un show car présenté au salon de l'automobile de Barcelone, en Espagne, en mai 2009.

### Renault Fluence Z.E. Concept

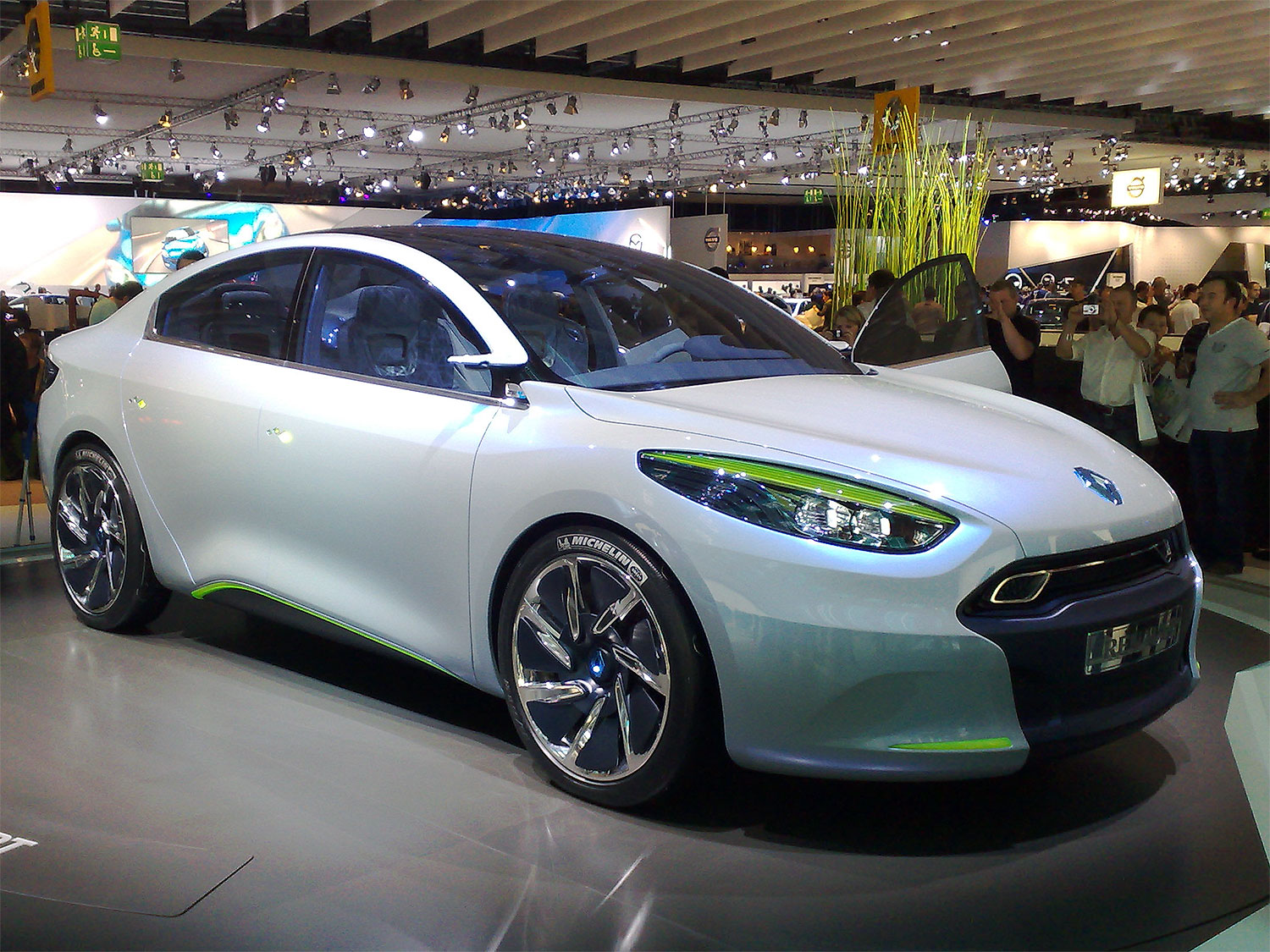
Renault Fluence Z.E. Concept

Présenté par Renault au salon de Francfort 2009, le concept car Fluence Z.E. Concept annonce la version électrique de la Fluence. La Fluence Z.E. - pour Zéro Émission - affiche un moteur électrique à aimant permanent de 70 kW (95 ch) de puissance. Le couple, disponible dès le démarrage, culmine à 226 N m. Cette version électrique est alimentée par des batteries lithium-ion manganèse logées entre la banquette et le coffre et qui permettent, selon Renault, une autonomie maximale de 185 km (NEDC cycle mixte). La Fluence Z.E. peut être rechargée sur prise standard (230 V, 16 A) en 6-8 heures.

### Renault Twizy Z.E. Concept
Le concept car a été présenté au salon de l'automobile de Francfort 2009.

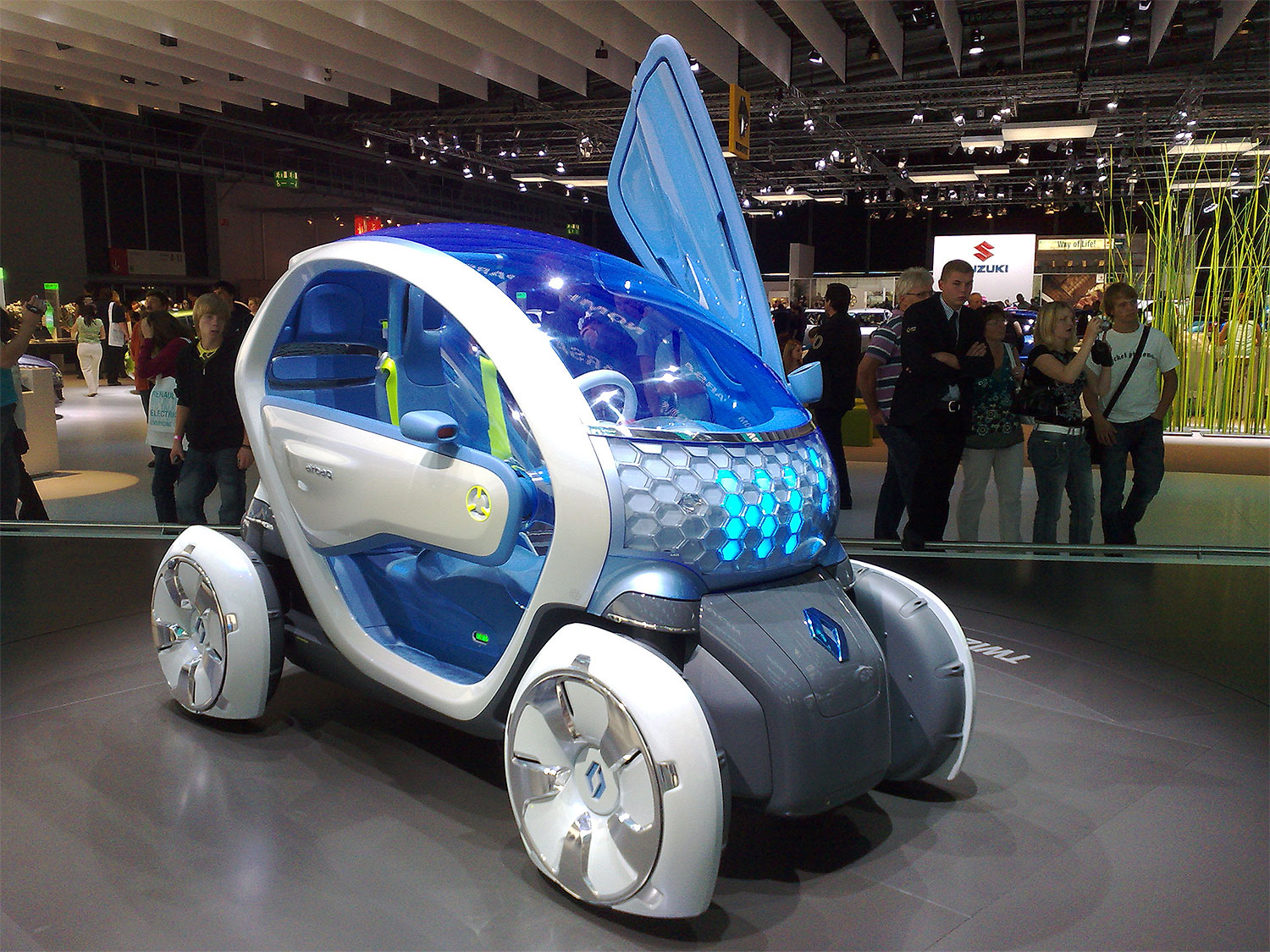
Concept car 2009.
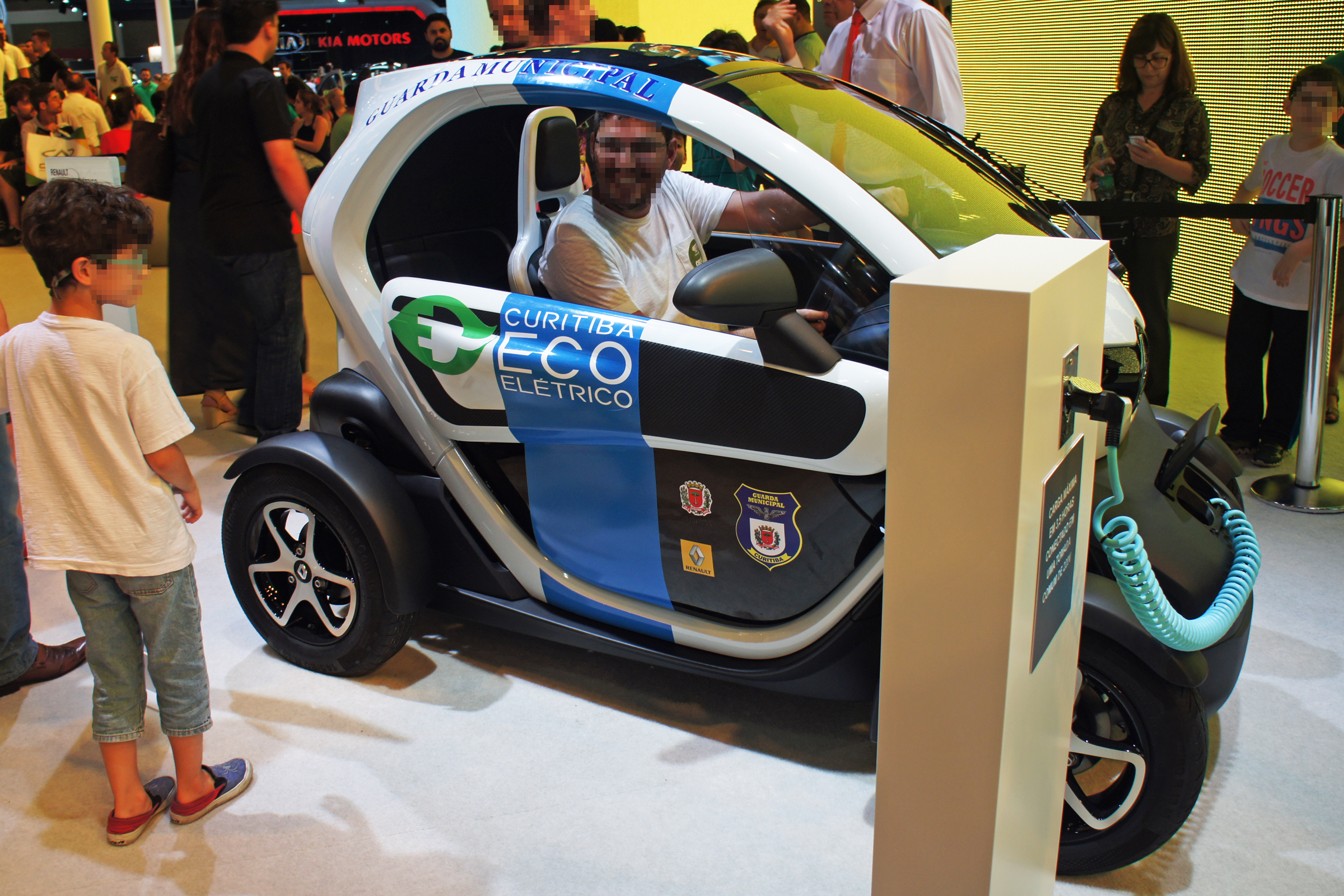
Recharge de batterie sur prise électrique standard 16 ampères.
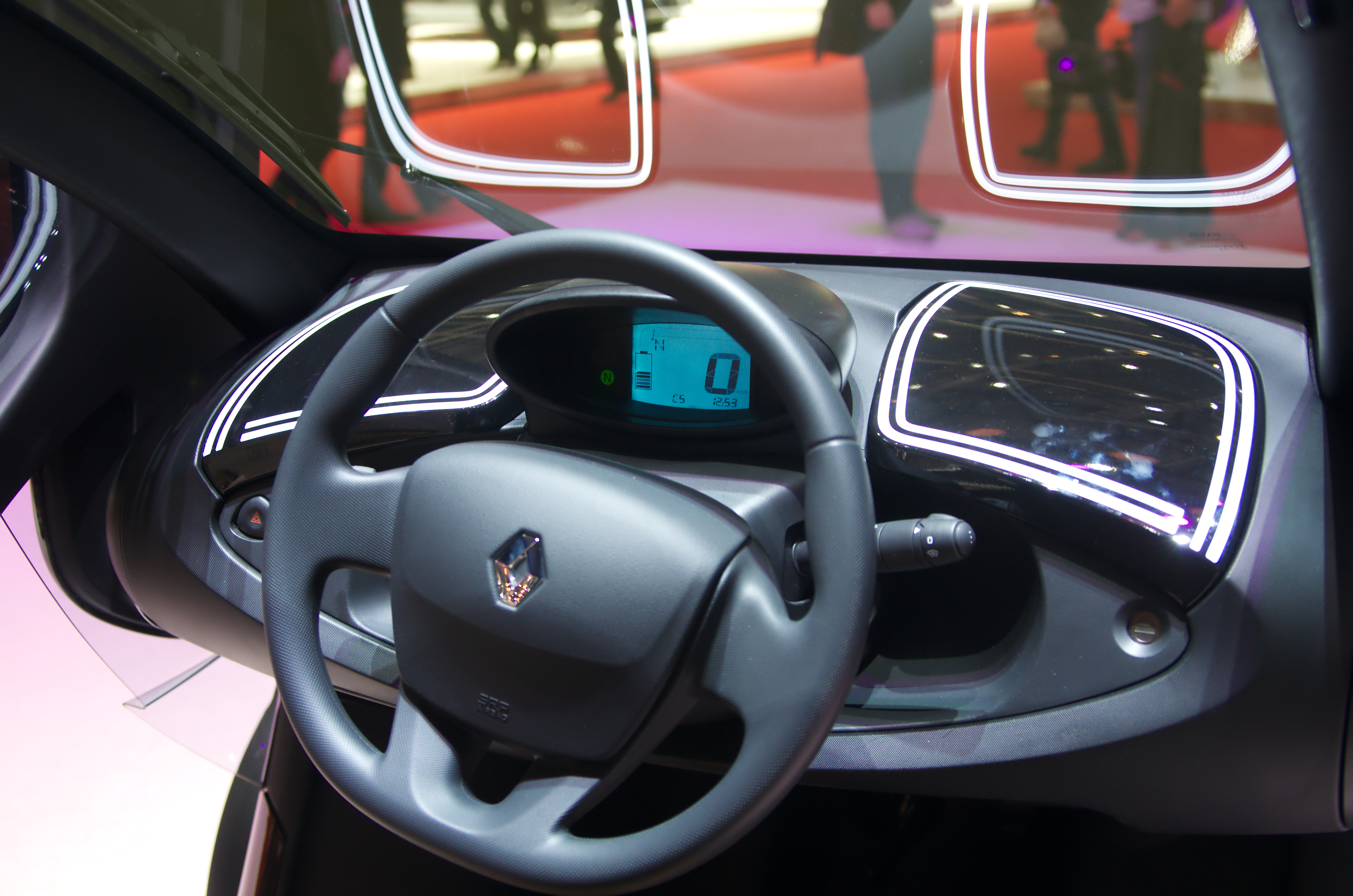
Tableau de bord.

### Renault Zoe Z.E. Concept
La Renault Zoe est préfigurée par les concept cars Renault Zoe City Car présenté au Salon de Genève de 2005, puis la Renault Zoé Concept présentée en 2009 au salon de Francfort, et par le show car Renault Zoe Preview présenté au Mondial de l'automobile de Paris 2010 dans une version proche à 95 % du modèle final.
Renault Scénic Vision
La Renault Scénic de cinquième génération est préfigurée par le concept car Renault Scénic Vision présenté le 19 mai 2022. À la différence du Scénic de série dont le concept reprend le nom, il n'est pas un monospace mais plus proche d'un SUV, bien que sa garde au sol le confonde avec une berline.

## Production

### Gamme
En 2021, les véhicules de la gamme Renault Z.E. ont perdu leur dénomination « Z.E. » au profit de celle « E-Tech électrique ».

#### Kangoo E-Tech Electric
Le Kangoo Z.E. est un utilitaire léger destiné aux professionnels et aux flottes. En 2021, le véhicule est proposé à environ 37 500 euros.

#### Fluence Z.E.
La Fluence Z.E. est une berline tricorps qui a été commercialisée dans un premier temps en Europe (depuis novembre 2011), avant de s’étendre à d’autres marchés. En 2021, le véhicule n'apparaît plus dans la gamme de véhicules électriques de Renault.

#### Twizy
La Twizy est un type de véhicule urbain recevant deux occupants en tandem, disponible en deux versions (l'une, sans permis, bridée à 5 ch et l'autre avec un moteur de 20 ch). En 2021, le véhicule est proposé à environ 12 000 euros. 

#### Zoe E-Tech Electric
La Zoe est une voiture urbaine électrique, faisant moins de 4 mètres de long, dotée d'un moteur de 88 ch et de cinq sièges. La ZOE définitive a été présentée à Genève le 6 mars 2012. En 2021, le véhicule neuf est commercialisé à des tarifs compris entre 26 000 et 40 500 euros.

### Sites de production
En novembre 2009, Renault a annoncé les sites industriels choisis pour produire sa gamme de véhicules Z.E.. Quatre sites européens du constructeur ont été retenus pour la fabrication des véhicules. Les batteries, quant à elles, seront produites par des sites internationaux de l'Alliance Renault-Nissan.

#### Production des véhicules
Renault a choisi de produire la Zoe, dans l’usine de Flins (France). Renault fabrique dans l’usine Oyak-Renault de Bursa (Turquie), la berline familiale Fluence Z.E. La production de l'utilitaire Kangoo Z.E. est basée à l'usine MCA (Maubeuge Carrosserie Automobile), dans le nord de la France. Ce véhicule est commercialisé à partir d'octobre 2011. Enfin, Twizy est fabriqué à Valladolid, à environ 150 km au nord-ouest de Madrid (Espagne). Compact, agile et pratique, ce futur véhicule électrique zéro émission à l'usage répondra complètement à toutes les exigences de la mobilité urbaine.
Tous ces sites industriels sont certifiés ISO 14001(c'est la norme pour qu'un véhicule Renault soit labellisé Renault Eco2).

#### Production des batteries
Le 5 novembre 2009, une lettre d’intention a été signée par l’Alliance Renault-Nissan, le Commissariat à l'énergie atomique et aux énergies alternatives (CEA) et le Fonds Stratégique d’Investissement (FSI) en vue de créer une joint venture qui a pour but de développer et produire des batteries pour véhicules électriques.
La joint venture entre Renault, Nissan, le CEA et le FSI se concentre sur la recherche avancée, l’industrialisation et le recyclage de batteries pour véhicules électriques. La joint venture prévoyait de produire des batteries à partir de mi-2012 sur le site de Flins (France). La capacité de production envisagée atteindrait soit 100 000 batteries par an.
L’investissement de la première phase de ce projet est estimé à 600 millions d’euros.
Une deuxième usine, qui fabriquera des batteries lithium-ion de dernière génération, sera située dans l’enceinte du complexe industriel Renault CACIA (Companhia Aveirense de Componentes para a Indústria Automóvel) d’Aveiro, à environ 250 km au nord de Lisbonne.
Cette usine, dont la première pierre a été posée en 2010, entrera en fonction en 2012. Elle devrait avoir une capacité annuelle de production de 50 000 unités.
Deux autres sites fourniront des batteries aux véhicules de l'Alliance Renault-Nissan : Sunderland en Grande-Bretagne avec une capacité annuelle de 60 000 batteries et Smyrna (États-Unis) avec une capacité annuelle de 200 000 batteries (uniquement pour des véhicules Nissan).

## Espaces de vente

### Renault Electric Vehicle Experience Center
Renault a inauguré son premier Renault Electric Vehicle Experience Center en février 2018 en Suède à Stockholm puis, 4 mois après, un nouveau "magasin" arrive en Allemagne à Berlin. Ce sont des showrooms qui permettent aux visiteurs de découvrir toute la gamme électrique et la recharge  

## Utilisation au quotidien
Le véhicule électrique représente la nouvelle voiture du quotidien pour les petits trajets :
- le prix d’achat du véhicule électrique Renault Z.E. (sans la batterie, qui est louée) est identique à celui d’une voiture équivalente Diesel en France grâce à la prime gouvernementale de 7 000 €[12] ;
- les coûts d’usage sont très inférieurs - de l'ordre de -80 % - à ceux d’une voiture thermique équivalente parce que l’électricité coûte bien moins cher que l’essence (de l'ordre de 1 € pour 100 km)[12] ;
- les coûts de maintenance sont réduits de moitié par rapport à une voiture thermique équivalente, un moteur électrique exigeant moins d’interventions ;
- le moteur électrique offre des performances qui n’ont rien à envier à un véhicule essence ou diesel. Par exemple, en termes d’accélération, une motorisation électrique délivre immédiatement tout son couple dès le démarrage, ce qui permet des accélérations franches[12] ;
- le rechargement d’un véhicule électrique se fait simplement à la maison, sur des bornes spécialement installées dans des zones de stationnement (parkings etc.) ou dans des stations d'échange rapide « quick drop »[12] ;
- l'autonomie, qui peut être inférieure à 100 km dans des conditions défavorables, et le temps de rechargement de plusieurs heures sont les principaux obstacles à son adoption de masse[12].

En phase avec les enjeux publics actuels, le véhicule électrique est silencieux. De plus, il ne rejette pas de CO2, ni d'émissions polluantes à l'usage, hormis des particules fines provenant du frottement des pneumatiques sur la route, et des freins lorsqu'ils sont sollicités. Les émissions polluantes et de CO2 sont générées en amont lors de la fabrication de la voiture et des batteries, et lors de la production d'électricité, et en aval lors du retraitement ou du recyclage de la voiture et des batteries[réf. nécessaire].

### Modes de charge
Quatre possibilités sont disponibles :
1. Recharger grâce à une prise secteur standard (10/16 A)(domicile, entreprise, dépôt, etc.), lors de la charge « normale[13]», dont la durée se situe entre 3,5  et   8 heures. En branchant sa voiture sur une prise à son domicile ou sur une borne de recharge publique (dans un parking par exemple), il permet d’effectuer une recharge complète en 3,5  à   12 heures en fonction de la puissance disponible et du type de véhicule. Par exemple, il faut compter 3,5 heures pour Twizy, entre 6 et 12 heures pour Fluence Z.E., ZOE et Kangoo Z.E.. Pour la recharge à domicile, on peut brancher son véhicule sur une Wall-Box (une borne de charge murale domestique) ou sur une prise domestique renforcée et protégée par un dispositif différentiel spécifique[14] par l’intermédiaire d’un câble EVSE (Electric Vehicle Supply Equipment) proposé en accessoire ;
2. Amener la voiture à une station de charge accélérée : 20 à 30 min devraient suffire. C’est le mode de charge d’appoint lors d'un besoin de recharge rapide, il suffit de brancher la voiture sur une des bornes « charge accélérée[13] » installées sur la voie publique pour récupérer 50 km d’autonomie en moins de 10 min, ou 80 % de l’autonomie totale en 30 min. Dans un premier temps, ce mode de recharge ne sera proposé que sur Renault ZOE et ultérieurement sur Renault Fluence Z.E. et Renault Kangoo Z.E. ;
3. Recharge sur une borne « charge rapide[13] » dans une 'station service' ou une 'station de charge'. Imposantes, ces bornes permettent de recharger la batterie en totalité en 10 à 30 min.
4. Utiliser une station d’échange de batteries appelées « quickdrop ». Le système ressemble à une sorte de portique, comme une station de lavage, où il faut rentrer le véhicule. Le système retire la batterie et la remplace par une nouvelle chargée à 100%. Actuellement[Quand ?], le seul véhicule, disposant de ce système, et que Renault commercialise, est la Fluence alors que le réseau de remplacement de batterie est inexistant en France. À ce jour[Quand ?], l'installation de telles stations est prévue en Israël, au Danemark et en Australie, en partenariat avec Better Place.

### Projets-pilotes et expérimentations
Depuis fin 2010, l’Alliance Renault-Nissan collabore à des projets pilotes qui permettent de tester tout le dispositif de mobilité électrique en grandeur nature. Ainsi, plus d'une dizaine de pays ont été visités par plusieurs centaines de véhicules Renault Z.E. et Nissan.
On peut citer par exemple :
- le projet SAVE (Seine Aval Véhicules Electrique) en partenariat avec EDF, Schneider Electric et autres partenaires des Yvelines en France ;
- le projet avec l’énergéticien RWE en Allemagne (Région Rhénanie-du-Nord-Westphalie) ;
- le projet avec l’énergéticien A2A en Italie (Lombardie) ;
- le projet VERT sur l’île.

## Accords et partenariats
L'Alliance Renault-Nissan a signé à ce jour plus de 100 accords destinés à préparer les marchés et les infrastructures à une commercialisation en masse des véhicules électriques à partir de 2011.
Nous pouvons citer par exemple les accords passés avec EDF, GDF-Suez, Hertz, ou des pays et villes comme Israël, Madrid, Sao Paulo, Washington D.C. ou les Pays-Bas.